# Coelopencyrtus
Coelopencyrtus is een geslacht van vliesvleugeligen uit de familie Encyrtidae. De wetenschappelijke naam van dit geslacht is voor het eerst geldig gepubliceerd in 1919 door Timberlake.

## Soorten
Het geslacht Coelopencyrtus omvat de volgende soorten:
- Coelopencyrtus ampelodesmae Viggiani, 1971
- Coelopencyrtus arenarius (Erdös, 1957)
- Coelopencyrtus asperithorax (Rayment, 1949)
- Coelopencyrtus australis Noyes, 1988
- Coelopencyrtus bekiliensis (Risbec, 1952)
- Coelopencyrtus callainus Annecke, 1968
- Coelopencyrtus callidii (Jansson, 1957)
- Coelopencyrtus claviger Xu & He, 1999
- Coelopencyrtus crassicornis (Szelényi, 1972)
- Coelopencyrtus cyprius Annecke, 1968
- Coelopencyrtus gargaris (Walker, 1843)
- Coelopencyrtus hylaei Burks, 1958
- Coelopencyrtus hylaeoleter Burks, 1958
- Coelopencyrtus impunctatus Hoffer, 1982
- Coelopencyrtus ivorensis (Risbec, 1953)
- Coelopencyrtus kaalae (Ashmead, 1901)
- Coelopencyrtus krishnamurtii (Mahdihassan, 1957)
- Coelopencyrtus maori Noyes, 1988
- Coelopencyrtus mauiensis Timberlake, 1922
- Coelopencyrtus nothylaei Annecke, 1968
- Coelopencyrtus odyneri Timberlake, 1919
- Coelopencyrtus orbi Timberlake, 1920
- Coelopencyrtus pallidiceps (Girault, 1919)
- Coelopencyrtus porticensis Viggiani, 1971
- Coelopencyrtus primus Myartseva, 1982
- Coelopencyrtus sexramosus (Timberlake, 1922)
- Coelopencyrtus swezeyi Timberlake, 1919
- Coelopencyrtus taylori (Annecke & Doutt, 1961)
- Coelopencyrtus watmoughi Annecke, 1968
- Coelopencyrtus xylocopae (Girault, 1919)